# Wyspa McClintocka
Wyspa McClintocka (ros. остров Мак-Клинтока) – wyspa położona w południowej części rosyjskiego archipelagu Ziemia Franciszka Józefa.
Większa część wyspy jest pokryta przez lodowce. Najwyższy punkt wyspy, położony w jej centralnej części, wznosi się na 521 m n.p.m. Wyspa została nazwana na cześć irlandzkiego badacza Arktyki, Francisa Leopolda McClintocka.
Od 1 stycznia 2006 r. administracyjnie należy (jak i cała Ziemia Franciszka Józefa) do rejonu primorskiego w obwodzie archangielskim.